# Haller Ebene

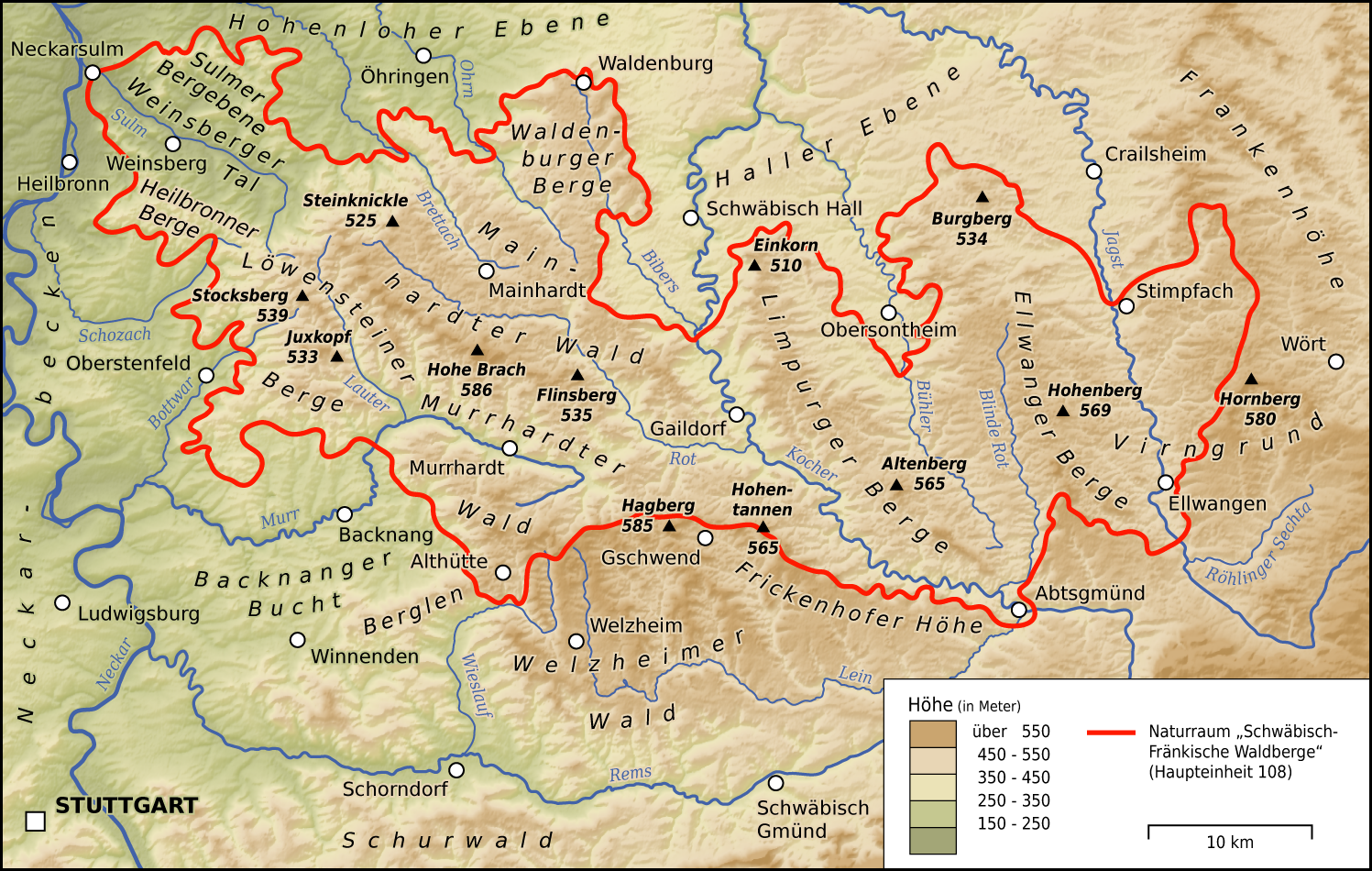
Die Haller Ebene (Teil der Hohenloher Ebene) nördlich des Naturraums Schwäbisch-Fränkische Waldberge

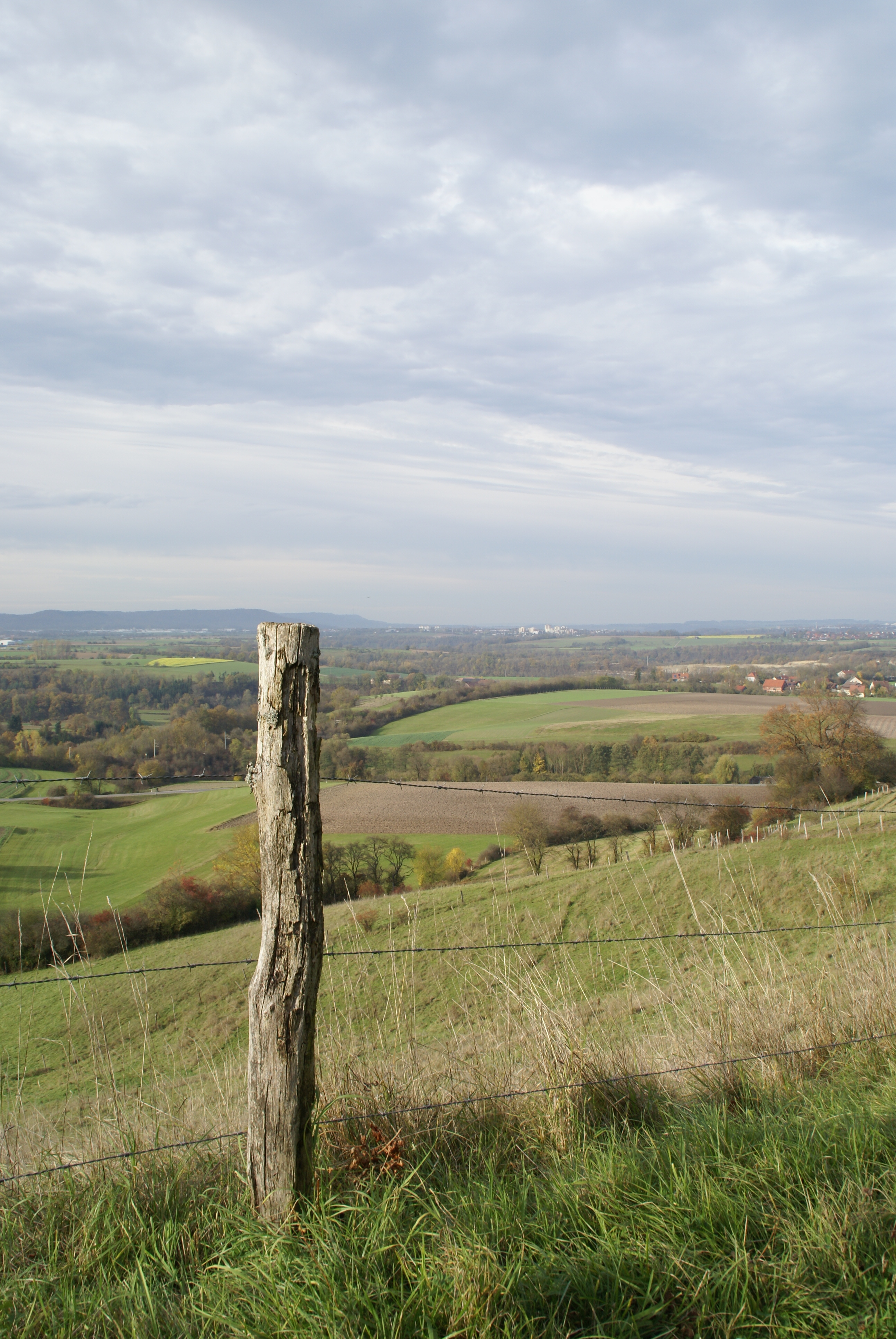
Blick von den Limpurger Bergen bei Michelbach auf die Haller Ebene, die Waldenburger Berge am Horizont links

Die Haller Ebene im engeren Sinne ist ein Teilgebiet der Hohenloher Ebene im baden-württembergischen Landkreis Schwäbisch Hall. In der naturräumlichen Gliederung Deutschlands ist es die naturräumliche Teileinheit Nr. 127.40 der Neckar- und Tauber-Gäuplatten im Südwestdeutschen Schichtstufenland. 

## Geographische Lage
Die Haller Ebene ist vom Kocher im Westen und Norden, der Bühler im Osten und den Limpurger Bergen im Süden umgrenzt.
Nach einer weiteren, landschaftlichen Auffassung zählt auch noch das von anderen als Ilshofener Ebene bezeichnete, östlich der Bühler anschließende Gebiet dazu, in diesem Verständnis sind die Grenzen im Süden der Stufenrand des Schwäbisch-Fränkischen Waldes, im Westen der Kocher, im Nordosten die Jagst. Die genauen Grenzen nach Osten und Norden sind in diesem Falle vager, aber jedenfalls zählt die Umgebung von Crailsheim nicht mehr dazu und genauso wenig die Hochflächen zwischen Kocher und Jagst, die deutlich jenseits der nördlichsten Gemeindebereiche von Ilshofen (Gemeinde-Exklave um Obersteinach) gelegen sind.

## Benennung
Die Haller Ebene ist benannt nach der früheren Reichsstadt Hall am Kocher (heute Schwäbisch Hall). Diese verfügte über umfangreichen Landbesitz und Herrschaftsrechte außerhalb ihrer eigentlichen Stadtgrenzen. Ein Großteil der Haller Ebene war Teil dieses hällischen Landterritoriums.

Koordinaten: 48° 12′ 0″ N, 9° 59′ 0″ O